# Спектакуларна садашњица
Спектакуларна садашњица (енгл. The Spectacular Now) америчка је љубавна драма из 2013. редитеља Џејмса Понсолта. Сценарио су написали Скот Њустатер и Мајкл Х. Вибер по мотивима из истоименог романа Тима Тарпа. Главне улоге тумаче Мајлс Телер и Шејлин Вудли, који су за своје изведбе освојили специјалну награду жирија за глуму на Филмском фестивалу Санденс где је филм премијерно приказан.

## Улоге
| Глумац                | Улога          |
| --------------------- | -------------- |
| Мајлс Телер           | Сатер Кили     |
| Шејлин Вудли          | Ејми Финеки    |
| Бри Ларсон            | Касиди         |
| Џенифер Џејсон Ли     | Сара Кили      |
| Кајл Чендлер          | Тони Кили      |
| Мери Елизабет Винстед | Холи Кили      |
| Дајо Окенији          | Маркус         |
| Андре Ројо            | господин Астер |
| Боб Оденкерк          | Ден            |
| Кетлин Девер          | Кристал        |
| Масам Холден          | Рики           |
| Гари Викс             | Џо             |
| Витни Гоин            | госпођа Финеки |
| Ники Ферс             | Тара           |